# Amin Shokrollahi
Mohammad Amin Shokrollahi est un mathématicien et informaticien iranien enseignant à l'École polytechnique fédérale de Lausanne. Il est né en 1964.

## Carrière
Shokrollahi obtient en 1988 son doctorat en mathématiques à l'université de Karlsruhe, puis il étudie en 1991 à l'université de Bonn auprès de Michael Clausen en informatique et il obtient son habilitation en 1998. Il est chercheur à l' International Computer Science Institute (ICSI) à Berkeley et il travaille aux Laboratoires Bell. Depuis 2003 il est professeur à l'École polytechnique fédérale de Lausanne (EPFL).

## Travaux
Il a travaillé sur différents sujets, dont la théorie des codes et la théorie de la complexité algébrique. Il est surtout connu pour son travail sur le décodage itératif de codes correcteurs d'erreurs rétroactifs basés sur des graphes, travail pour lequel il a reçu le prix de l'article IEEE en théorie de l'information en 2002, en collaboration avec Michael Luby, Michael Mitzenmacher, et Daniel Spielman, ainsi que Tom Richardson et Ruediger Urbanke).
Il est l'un des inventeurs d'une classe moderne de codes d'effacement pratiques connus sous le nom de codes tornades (en), et le principal développeur des Raptor codes (en), qui appartiennent à une classe de codes d'effacement rateless connus sous le nom de codes fontaines (en).
Dans le cadre des travaux sur ces codes, il a reçu le prix IEEE Eric E. Sumner (en) en 2007 avec Michael Luby « pour avoir dressé un pont entre les mathématiques, la conception d'Internet et la radiodiffusion mobile en même temps qu'une normalisation réalisée avec succès » et la médaille Richard-Hamming de l'IEEE en 2012 avec Michael Luby « pour la conception, le développement et l'analyse de codes rateless pratiques ». Il a également reçu le prix 2007 du meilleur article décerné conjointement par la Communication Society et la Information Theory Society, pour son travail sur les codes raptor.
Il est l'inventeur principal des codes de cordages (Chordal Codes), une nouvelle classe de codes spécialement conçus pour la communication sur les fils électriques entre les composants. En 2011, il a fondé la société « Kandou Bus » dédiée à la commercialisation de la notion de codes de cordages. La première mise en œuvre, avec la transmission de données sur huit câbles corrélés et mis en œuvre sur un process  de 40 nm, a reçu le prix Jan Van Vessem du meilleur article européen à l'International Solid-State Circuits Conference (en) (ISSCC) en 2014.

## Publications
- avec Peter Bürgisser, Michael Clausen : Algebraic Complexity Theory, Springer 1997.
- avec Michael Luby, Michael Mitzenmacher, Daniel A. Spielman : Improved Low-Density Parity-Check Codes Using Irregular Graphs, IEEE Trans. Inform. Theory, février 2001.
- avec Michael G. Luby, Michael Mitzenmacher, Daniel A. Spielman, Volker Stemann : Practical Loss-Resilient Codes, Proceedings of the twenty-ninth annual ACM symposium on Theory of computing – STOC '97, ACM 1997, p. 150–159.
- Raptor Codes, IEEE Transactions on Information Theory, vol 52, 2006, p. 2551–2567.
- LDPC Codes: An Introduction. dans : Keqin Feng et alii (éd.): Coding, cryptography and combinatorics, Progress in computer science and applied logic 23. Birkhäuser, Bâle 2004,  (ISBN 3-7643-2429-5), p. 85–112.
- avec Rüdiger Urbanke, T. J. Richardson : Design of capacity-approaching irregular low-density parity-check codes, IEEE transactions on information theory, vol 47, 2001, p. 619–637.